# La scoperta dell'alba (romanzo)
La scoperta dell'alba è un romanzo scritto da Walter Veltroni e pubblicato da Rizzoli nel 2006. L'edizione inglese (The Discovery of Dawn, 2008) è stata tradotta da Douglas Hofstadter. 
Dal romanzo è stato tratto l'omonimo film del 2012, diretto e interpretato da Susanna Nicchiarelli. 